# Флаг Выхина-Жулебина
Флаг внутригородского муниципального образования Вы́хино-Жуле́бино в Юго-Восточном административном округе города Москвы Российской Федерации.
Флаг утверждён 28 сентября 2004 года и является официальным символом муниципального образования Выхино-Жулебино.

## Описание
«Флаг муниципального образования Выхино-Жулебино представляет собой двустороннее, прямоугольное полотнище с соотношением сторон 2:3.
Полотнище состоит из верхней голубой полосы, ширина которой составляет 1/10 ширины флага, примыкающего к голубой полосе изображения белого узорного деревенского подоконного наличника, высота которого составляет 3/20 ширины полотнища, и остальной зелёной части.
В зелёной части полотнища помещено изображение жёлтых, стоящих на задних лапах, льва и лиса, поддерживающих с двух сторон жёлтую державу. В пасти льва зелёная лавровая ветвь, окаймлённая жёлтой нитью. Габаритные размеры изображения составляют 13/24 длины и 11/16 ширины полотнища. Центр изображения равноудалён от боковых краёв полотнища и на 1/8 ширины полотнища смещён вниз от его центра».

## Обоснование символики

Герб рода графов Шереметевых.

Жёлтый лев с лавровой ветвью — щитодержатель родового герба графов Шереметевых, владевших с XVI века деревнями Выхино и Жулебино.
Жёлтый лис символизирует название «Жулебино», полученное от прозвища управителя графских деревень А. Т. Остеева — Жулеба (хитрец).
«Содружество» льва и лиса, поддерживающих жёлтую державу, символизирует расположенный на территории муниципального образования Государственный университет управления, а равно древнюю традицию власти, опирающейся на силу (лев) и хитрость (лис).
Белый узорный деревенский подоконный наличник символизирует деревенское прошлое местности.
Узкая голубая полоса символизирует малые реки, протекающие по территории муниципального образования.